# 박세양
박세양(朴世洋, 1953년 5월 7일 ~ )은 대한민국의 제7대 전라북도 전주시의원이다.

## 학력
- 우전공립국민학교 졸업
- 전주신흥중학교 졸업
- 전라고등학교 졸업
- 중앙대학교 예술대학 문예창작학과 졸업

## 경력
- 화산초등학교 운영위원장
- 국제 라이온스 전라북도지구 국제협력 부총재
- 전주시 생활축구협회 부회장
- 전주시·완주군 해병전우회 자무위원장
- 중앙대학교 예술대학 학생회장
- 전주시 학교운영위원장 연합회장
- 전주여자상업고등학교·전라고등학교 운영위원장
- 열린우리당 운영위원
- 전주시 교육분과 개혁혁신 위원
- 전라고등학교 총동창회장
- 2001 ~ 2002 호남 라이온스클럽회장
- 동전주 청년회의소 기획이사
- 전주시 교육환경 개선위원
- 민주평화통일자문회의 전주시 자문위원
- 참여자치 전북시민연대 이사
- 전라북도 화술교육위원회 회원
- 중화산2동 주민자치위원회 상임고문
- 중화산2동 동민의날 추진위원장
- ㈜마운트 광고기획·마운트애드 회장
- 중등 2급 국어정교사
- 2004.06 ~ 2006.06 제7대 전라북도 전주시의회 의원
- 2004.06 ~ 2004.07 제7대 전라북도 전주시의회 전반기 행정위원회 부위원장
- 2004.07 ~ 2006.06 제7대 전라북도 전주시의회 후반기 운영위원회 위원
- 2004.07 ~ 2006.06 제7대 전라북도 전주시의회 후반기 사회문화위원회 위원

## 역대 선거 결과
|  | 39.6% |

|  | 48.9% |

|  | 26.74% |